# Iglesia de San Ildefonso (Valladolid)
La iglesia de San Ildefonso es una iglesia parroquial católica situada en Valladolid, España

## Historia

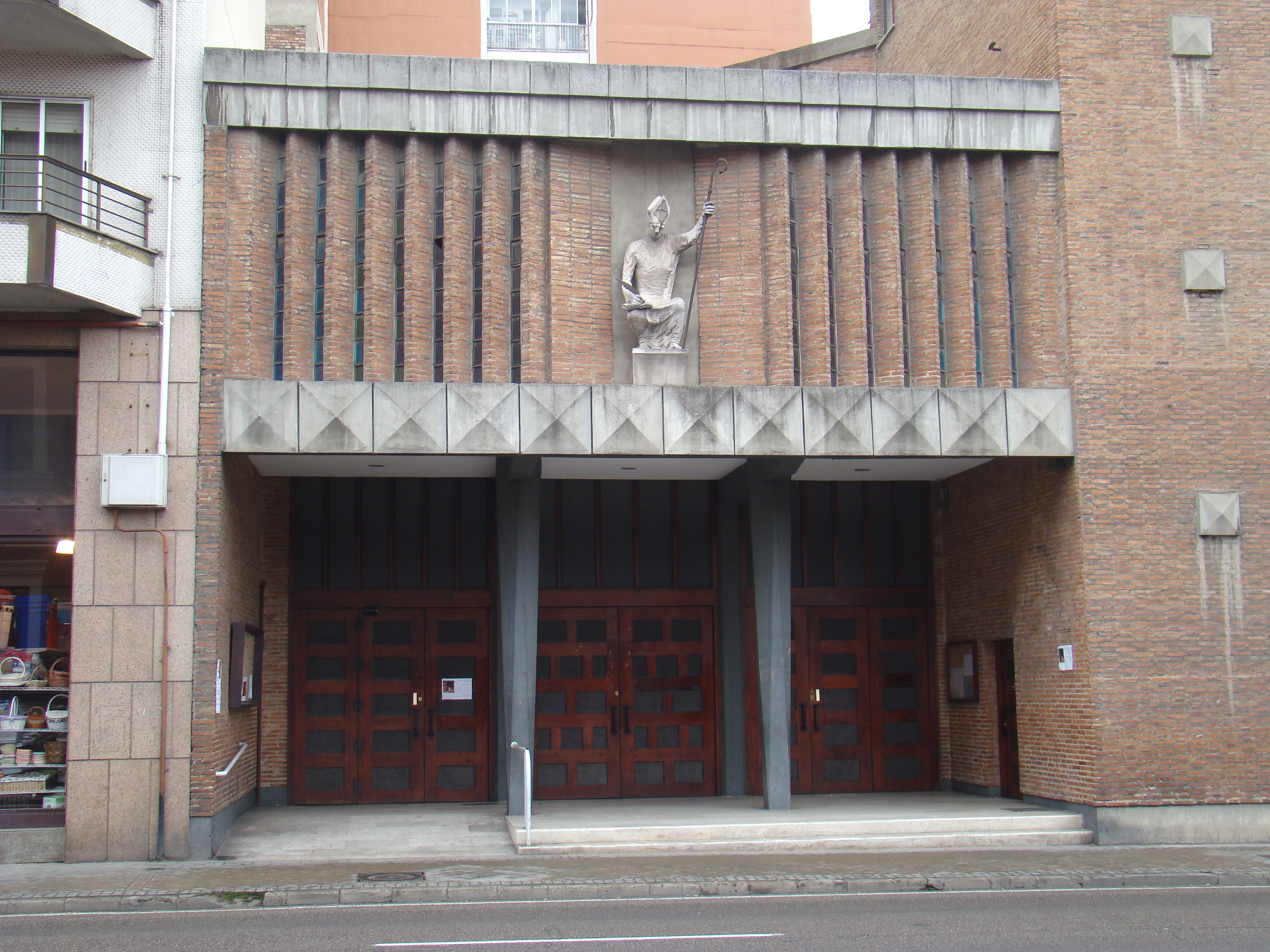
Portada

El barrio de Tenerías o de San Ildefonso, situado al sur de Valladolid, entre el Campo Grande y el río Pisuerga se crea a finales del siglo XV y principios del XVI en una situación extramuros. Su ordenación urbana es a base de una retícula ortogonal de calles, típica de Castilla en la época y que fue la base de la ordenación de las ciudades de Sudamérica. Por la cercanía del río y de las batanerías este barrio fue lugar que numerosos artistas escogieron para sus talleres y viviendas, como es el caso de Esteban Jordán, Juan de Juni o Gregorio Fernández; varias de las calles del barrio llevan sus nombres en su recuerdo. 
En el siglo XV se había fundado la Parroquia de San Andrés para atender a los barrios extramuros del sur de la ciudad. Sin embargo, la distancia que existía del barrio de Tenerías hasta la parroquia, propició la creación de una nueva para servicio del mismo hacia 1575. La advocación fue la de San Ildefonso, debido al nombre del entonces Abad de Valladolid, Alonso Enríquez. El templo se erigió en el convento de Madres Dominicas de Santísimo Sacramento que existía en el barrio, compartiéndolo las monjas y la Parroquia, hasta que en 1606 aquellas lo abandonaron. La parroquia siguió usando el mismo templo hasta que en 1844 pasó a utilizar la antigua iglesia del Convento de Madres Agustinas Recoletas (fundado en 1606), situada muy cerca del emplazamiento de la anterior iglesia parroquial, y que las Madres Recoletas habían dejado libre. La parroquia usó este templo hasta 1965, en que fue demolido, salvando solo el cuerpo inferior de la fachada, construyéndose en su solar uno nuevo consagrado en 1968 y actualmente existente, que responde en su diseño arquitectónico a la renovación litúrgica y pastoral del Concilio Vaticano II. 
En este templo moderno, haciendo de retablo, se encuentra el cuerpo bajo de la fachada de piedra de sillería de la anterior iglesia de las Agustinas Recoletas, obra de Juan de Naveda y Diego de Praves, terminada en 1624, y también se hallan diversos bajorrelieves del siglo XVII procedentes del desaparecido retablo mayor de esa misma iglesia.